# St. Claret-Ziegelhof (Wien)

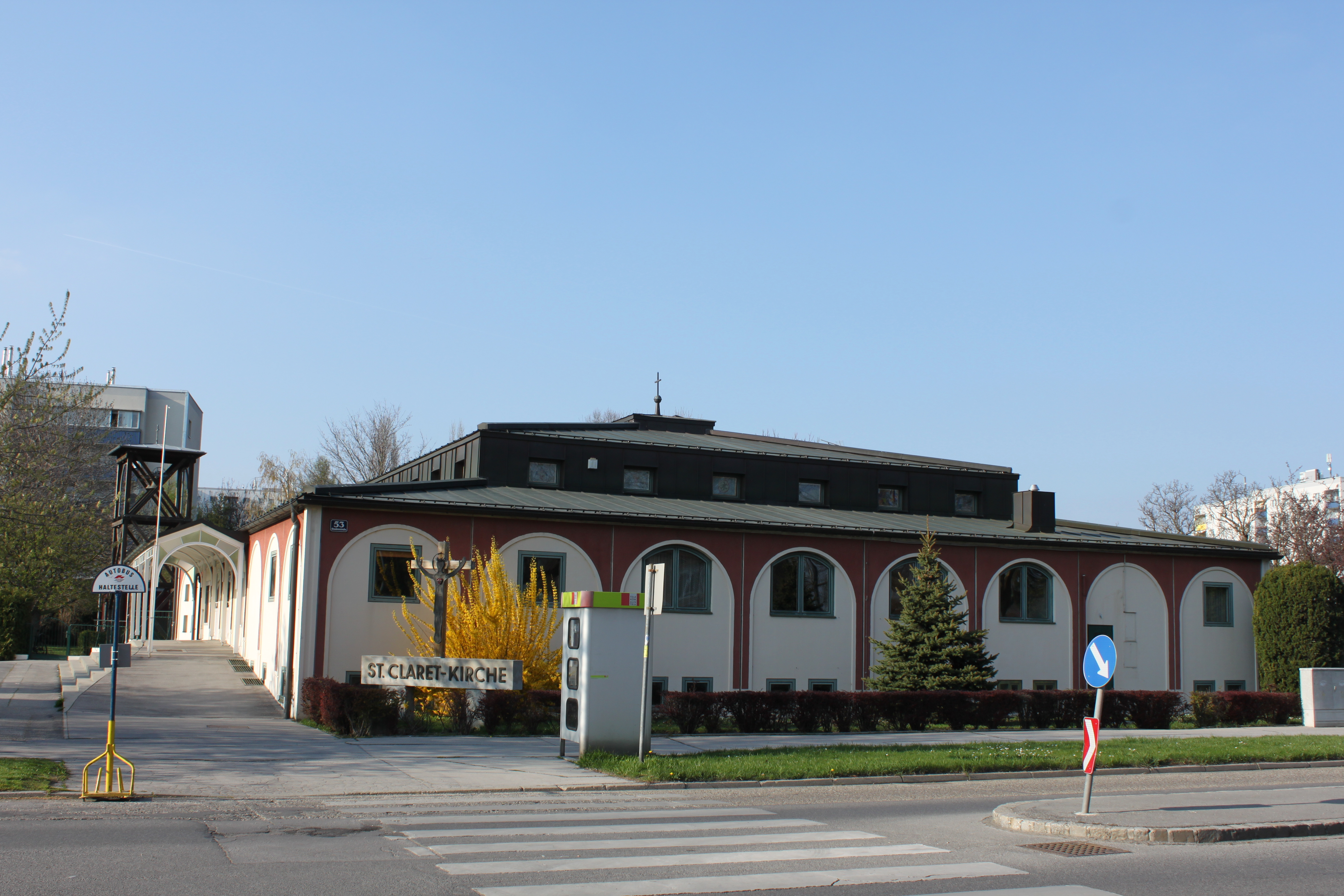
St. Claret-Ziegelhof Kirche

Die St. Claret-Ziegelhof Kirche ist eine römisch-katholische Pfarrkirche im 22. Wiener Gemeindebezirk Donaustadt in der Quadenstraße 53.

## Geschichte
Es wurde ein Entwurf der Ateliergemeinschaft IGIRIEN der Architekten Werner Appelt, Franz E. Kneissl und Elsa Prochazka realisiert. Dieser Entwurf, als Kirchliche Mehrzweckhalle bezeichnet, ist zuerst im Bezirk Donaustadt im Jahre 1977 mit der Pfarrkirche St. Christoph am Rennbahnweg beim Gemeindebau Rennbahnweg, ein zweites Mal im Pfarrgebiet der Pfarrkirche Groß-Jedlersdorf als Seelsorgestation St. Michael beim Gemeindebau Dr.-Koch-Hof und ein drittes Mal 1981 mit der Pfarrkirche St. Claret-Ziegelhof in der Quadenstraße beim Gemeindebau Ziegelhofstraße errichtet.
Das Patrozinium der Kirche ist dem heiligen Antonius Maria Claret, dem Ordensgründer der Claretiner, unterstellt. Die Pfarre wird vom Claretinerorden geführt. Pfarrer Erwin Honer hat mit zwei Mitbrüdern im Jahre 1975 im Gemeindebau Ziegelhof ein Katholisches Gemeindezentrum begonnen. Im Jahre 2002 wurde Erwin Honer Dechant des Stadtdekanates Donaustadt.

## Kirchliche Mehrzweckhalle
Der Gebäude bildet ein Quadrat mit einer äußeren gleich breiten etwas niedrigeren Nebenraumschicht, in deren Mitte ein quadratischer Saal den eigentlichen Kirchenraum bildet. Der Saal erscheint im Dach als überbreite Laterne mit den Belichtungsfenstern, während die Fassade der Nebenräume das Gebäude mit Blendbögen arkadenartig umläuft.